# Miren-Kostanjevica
Pour les articles homonymes, voir Miren.
Miren-Kostanjevica (en italien : Merna-Castagnevizza) est une commune de l'ouest de la Slovénie, située dans la région du Littoral à proximité immédiate de la frontière italienne. 

## Géographie

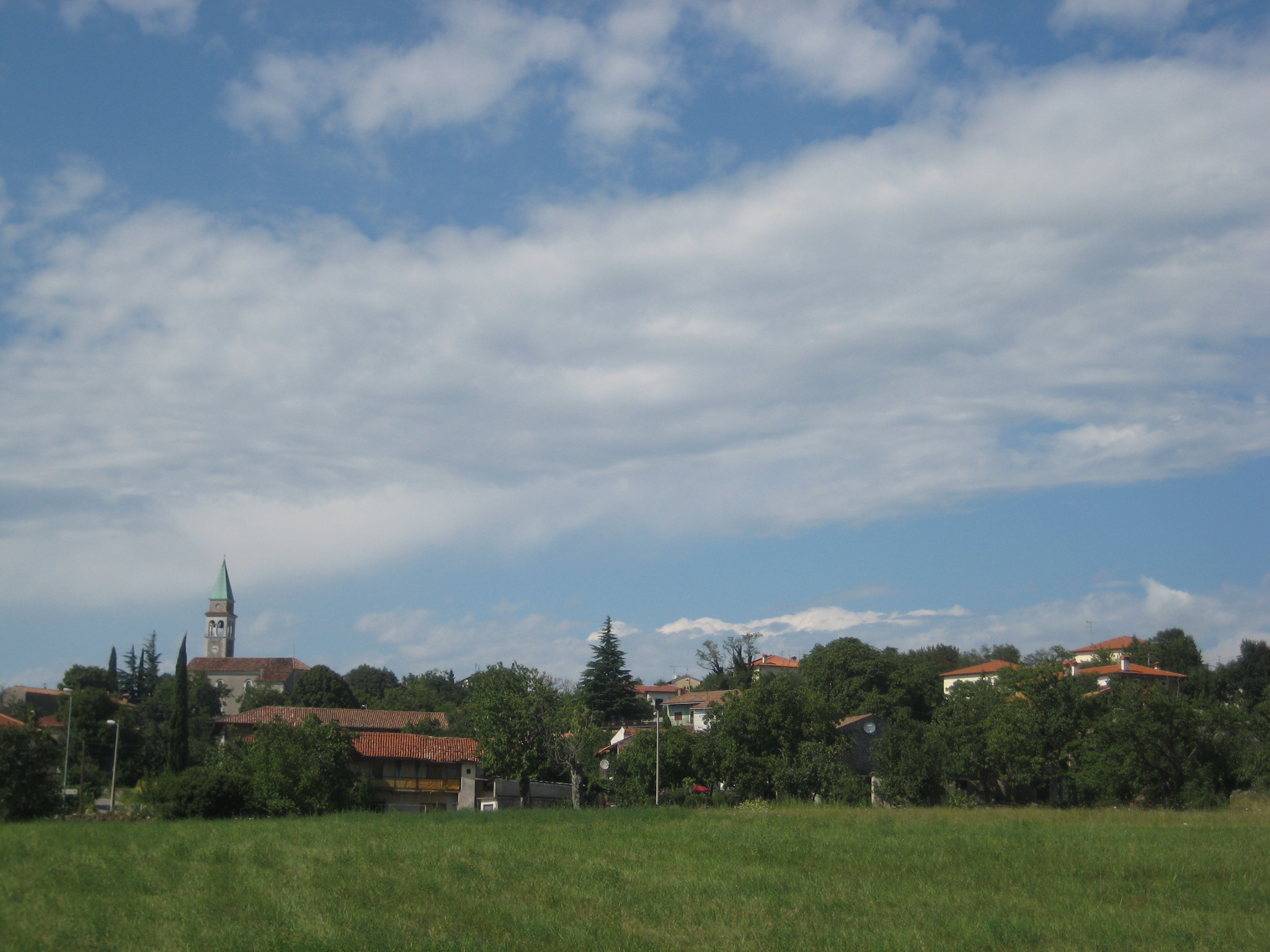
Le village de Kostanjevica.

La commune est située dans la partie basse de la vallée de la Vipava dans la région historique de Goriška. La zone frontalière au sud de la ville double de Gorizia/Nova Gorica appartient au massif montagneux calcaire du Kras. Le point de passage routier située à la frontière avec l'Italie se nomme col du Merna. L'agriculture de la région est orientée vers la culture viticole et la fruiticulture.

### Villages
Les villages qui composent la commune sont Bilje, Hudi Log, Korita na Krasu, Kostanjevica na Krasu, Lipa, Lokvica, Miren, Nova vas, Novelo, Opatje selo, Orehovlje, Segeti, Sela na Krasu, Temnica, Vojščica et Vrtoče.

## Histoire
Une partie du duché de Frioul au début du Moyen-Âge, la zone fut incorporée dans la vaste marche de Vérone, constituée par le roi germanique Otton Ier en 952. Pendant des siècles, elle faisait partie de la seigneurie de Ranziano (Renče), une propriété des patriarches d'Aquilée et de leurs baillis, les comtes de Goritz. Le château de Miren (Mirenski Grad) fut construit au XIIIe siècle sur une colline au-dessus du village ; il est aujourd'hui un sanctuaire des Lazaristes.
En 1500, après l'extinction de la famille comtale, la Goriška passa à la maison de Habsbourg. À partir de 1747, les domaines font partie intégrante du comté de Gorizia et Gradisca, une terre de la Couronne de la monarchie de Habsbourg. Jusqu'à la fin de la Première Guerre mondiale, la zone appartenait à l'empire d'Autriche-Hongrie. La région  a été le théâtre des sixième, neuvième et dixième batailles de l'Isonzo. 
Après la Grande Guerre, la région passa sous la tutelle du royaume d'Italie et fut incorporée dans la Vénétie julienne jusqu'en février 1947. La zone passa alors en Yougoslavie jusque dans les années 1990 lors de l'indépendance de la Slovénie.

## Démographie
Entre 1999 et 2021, la population de la commune de Miren-Kostanjevica a très légèrement augmenté pour dépasser les 5 000 habitants,.
Évolution démographique
| 1999  | 2000  | 2001  | 2002  | 2003  | 2004  | 2005  | 2006  | 2007  |
| ----- | ----- | ----- | ----- | ----- | ----- | ----- | ----- | ----- |
| 4 759 | 4 789 | 4 809 | 4 851 | 4 859 | 4 829 | 4 821 | 4 821 | 4 834 |
| 2008  | 2009  | 2010  | 2011  | 2012  | 2013  | 2014  | 2015  | 2016  |
| 4 895 | 4 843 | 4 841 | 4 817 | 4 850 | 4 835 | 4 828 | 4 826 | 4 825 |
| 2017  | 2018  | 2019  | 2020  | 2021  |       |       |       |       |
| 4 838 | 4 858 | 4 949 | 4 977 | 5 029 |       |       |       |       |

## Personnes importantes
- Dean Komel, philosophe;
- Drago Marušič, politicien, gouverneur de la Drava Banovina (1931-1934);
- Negovan Nemec, sculpteur;
- Stanko Vuk, poète.